# エンテベ
エンテベ（Entebbe）は、ウガンダ中南部の都市である。人口は約10万人（2020年）。ヴィクトリア湖の湖畔に位置し、首都カンパラから南西に37kmの距離にある。ウガンダ最大の民間及び軍事空港であるエンテベ国際空港がある。1976年にエンテベ空港奇襲作戦で有名になった。

## 概要
エンテベはガンダ語で「座」を意味しており、ガンダ族のマンバ氏族の首長（ムグラ）の裁判所が置かれていた。
1893年イギリスの初代弁務官ジェラルド・ポータルにより、イギリス植民地当局の政庁が置かれ、1962年に独立するまではイギリス領ウガンダの首都とされたが、独立と同時にバントゥー系民族ガンダ族の王国ブガンダの首都カンパラへと遷都された。

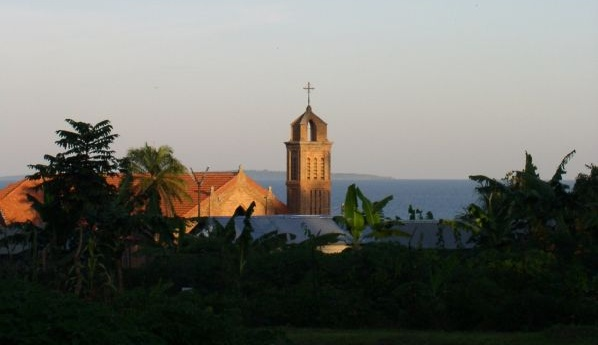
エンテベのブゴンガ教会

1976年にエンテベ空港奇襲作戦の行われたエンテベ国際空港があり、ウガンダの空の玄関口となっている。エンテベにはウガンダウイルス研究所 (UVRI) などがある。
熱帯雨林気候で1年を通じ気温は摂氏24度-27度である。降雨は4月と5月が特に多く月間200mmを超え、3月・6月・11月・12月も多い。